# Pax hispanica
Pax hispanica je latinský výraz pro španělský mír (1598–1621), kdy Španělsko bylo na vrcholu moci.
Španělsko se postupně usmířilo s Francií, Anglií a Nizozemím. Mír ukončila třicetiletá válka.

## Smlouvy
Míru bylo dosaženo pomocí několika smluv:
- 1598: Vervinský mír ukončil zapojení Španělska do francouzských náboženských válek. Krom krátkých přestávek bylo tou dobou Španělsko ve válce s Francií již téměř dvě staletí, od druhé italské války v roce 1499.
- 1604: Londýnská smlouva uzavřela anglo-španělskou válku za podmínek výhodných pro Španělsko.
- 1609: Dvanáctileté příměří zastavilo boje ve Španělském Nizozemí.